# Taousert
Taousert Setepenmout est la huitième et dernière souveraine de la XIXe dynastie. Manéthon l'appelle Thuôris (Thouôris). Son nom signifie « La puissante ». Elle fait partie de ces quelques reines égyptiennes qui exercèrent le pouvoir royal en leur nom propre, et comme elles, Taousert parvient au plus haut sommet de l'État dans une période troublée de l'histoire égyptienne. Elle fut une des épouses du pharaon Séthi II.

## Généalogie
Pour la grande majorité des spécialistes, son origine est inconnue, comme le nom de ses parents d'ailleurs, mais ils pensent qu'elle fut quand même sûrement d'origine noble, voire issue d'une autre branche de la famille royale (Ramsès II est le père de près d'une centaine d'enfants), même si elle n'est pas fille royale, elle est en effet dépourvue du titre de Fille du Roi (sȝ.t-nswt) (peut-être petite-fille de roi). Cependant, certains égyptologues — mais ils sont loin de faire l'unanimité — la présentent comme la demi-sœur de Séthi II, fille du roi Mérenptah par la reine Takhat Ire. La seule chose que l'on peut certifier c'est que son influence va être telle qu'il est difficile de penser qu'elle n'était pas apparentée à la famille royale, peut-être une des filles des nombreux princes et princesses issus de la XIXe dynastie.
Elle est la grande épouse royale du roi Séthi II, fils du roi Mérenptah et petit-fils de Ramsès II, avec qui elle a au moins un fils, nommé Séthi-Mérenptah comme son père quand il était encore prince, ce fils est mort jeune, pendant le règne de Séthi II. On sait que Séthi II est le père d'un nombre indéterminé de filles (une tombe de l'Assassif est la dernière demeure de Qedmérout, « gouvernante des filles du roi Séthi-Mérenptah »), Taousert pourrait être la mère de l'une d'entre elles.

## Biographie

### Description physique et les bijoux de Taousert

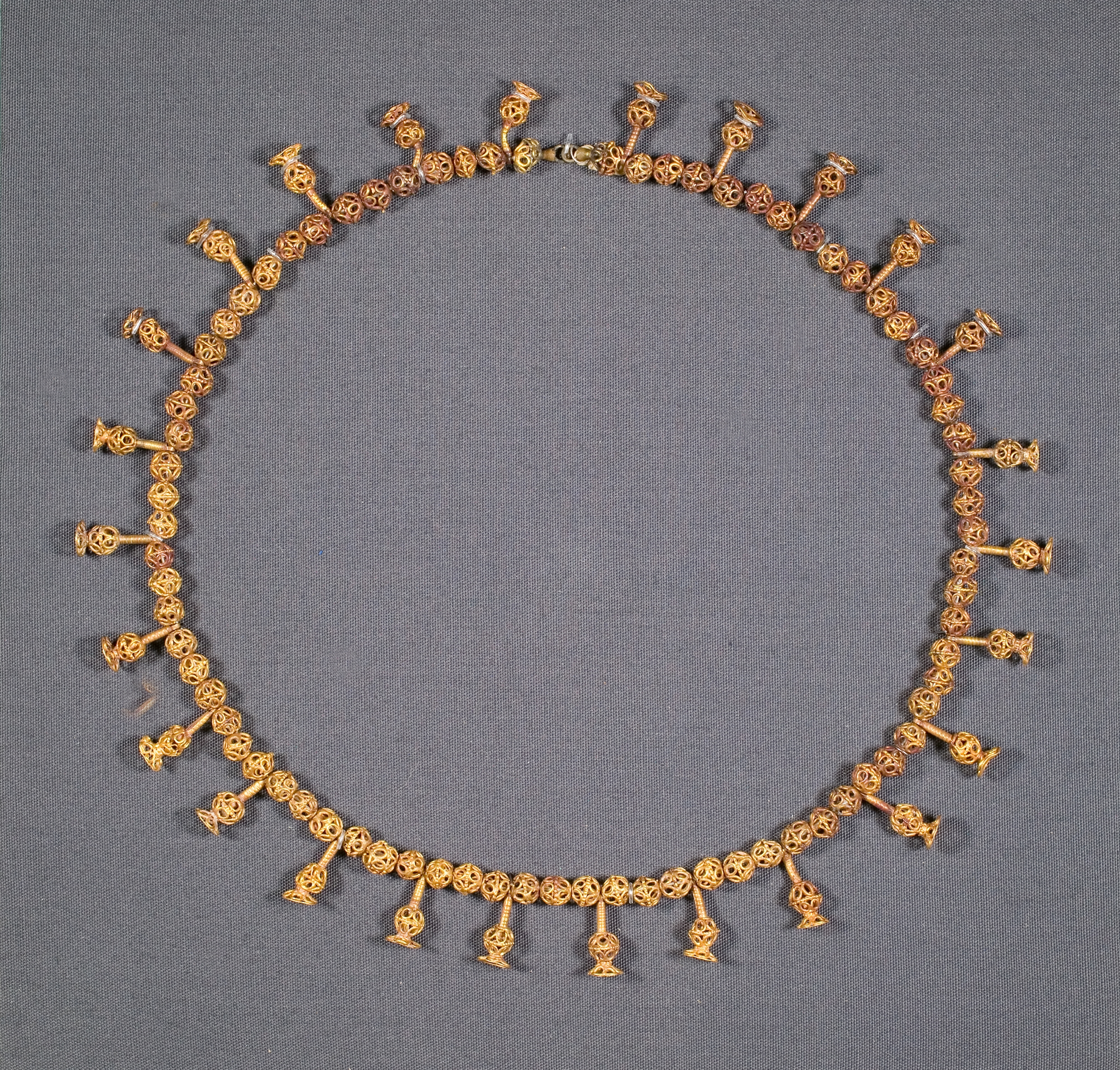
Collier en or ayant appartenu à Taousert.

Elle est souvent coiffée avec une tresse accrochée à une perruque ornée du vautour de Nekhbet supportant un mortier dans lequel viennent se ficher diverses couronnes, symboles de sa position à la cour et de ses titres.
Ces distinctions n'étaient réservées qu'aux femmes de la famille royale qui, en entourant le roi, assuraient le rôle de parèdre du pharaon, alors considéré comme un dieu sur terre. À leur tête et en première place se trouvait la grande épouse royale. Il pouvait y avoir deux grandes épouses royales régnant communément aux côtés de leur époux, mais il y avait toujours une distinction donnant à l'une d'entre elles la préférence en tant que mère de l'héritier présomptif du trône d'Horus. Elles l'accompagnaient dans les rites et cérémonies du royaume et occupaient une place de choix dans les représentations figurées sur les murs des temples du règne. Cette théologie avait trouvé son apogée chez les filles et épouses du grand Ramsès et s'était prolongée au cours du règne de son héritier et treizième fils Mérenptah.

### Règne deSéthiII
Ramsès II, qui a eu de très nombreux héritiers, « dont quelque cinquante fils », laisse le pays avec une succession complexe. Mérenptah monte sur le trône car ses frères aînés sont tous décédés avant lui. Il règne dix ans, après quoi son fils, le prince héritier Séthi-Mérenptah, futur Séthi II, lui succède. Celui-ci prend Taousert pour grande épouse royale. En tant que telle, Taousert prenait donc la première place auprès du roi, et ce n'est qu'à dater du moment où elle devient la grande épouse royale de Séthi II que l'on voit apparaître son nom enserré dans un cartouche qui accompagnait le plus souvent des peintures ou des reliefs de la reine. C'est d'ailleurs à cette époque, plus précisément au 8e jour du Ier mois de la saison Peret de l'an II, que sa tombe, KV14, est commencée d'être creusée dans la vallée des Rois, proche de celle (KV15) de Séthi II.
Le début du règne de son époux est troublé par une véritable sécession de la Haute-Égypte, reflet probable des luttes intestines dont la famille royale souffrait après le très long règne de Ramsès II. Emmenée par Amenmes, prétendant d'une lignée princière parallèle, les monuments de Thèbes sont inscrits au nom de ce nouveau pharaon qui est reconnu jusqu'à Éléphantine. Séthi II finit par vaincre Amenmes et rétablit son autorité sur tout le pays. Il fait effacer l'interrègne de son rival et les documents officiels sont à nouveau datés de son règne. Il règne encore un an et meurt peu après en l'an VI de son règne.

### Règne éphémère de Siptah
À la mort de Séthi II, c'est le très jeune roi Ramsès-Siptah qui lui succède. Ses origines ne sont pas certaines mais il est fort probablement de la famille royale, c'est le chancelier Bay, proche de feu le roi Séthi II, qui l'a placé lui-même sur le « trône de son père », indiquant peut-être qu'il était le fils de l'usurpateur Amenmes. Toujours est-il que Taousert semble écartée du pouvoir à ce moment-là par Bay qui est à la manœuvre. Le creusement de sa tombe est d'ailleurs arrêté à l'avènement de Ramsès-Siptah.
Toutefois, il semble qu'en l'an II, Taousert revient sur le devant de la scène. En effet, le creusement de sa tombe est repris le 8e jour du Ier mois de la saison Peret de l'an II. Cest aussi l'année du changement de titulature du roi Ramsès-Siptah qui devient Mérenptah-Siptah, son nom de Nesout-bity passant de Sékhâenrê-Méryamon à Akhenrê-Sétepenrê. Des graffiti non datés, gravés pour l'un au grand temple d'Abou Simbel, pour l'autre au temple d'Amada, citent d'ailleurs Taousert, Siptah et Bay ensembles.
En l'an V du règne de Mérenptah-Siptah, plus précisément peu de temps avant le 17e jour du IIIe mois de la saison Chémou — jour pendant lequel l'annonce a été faite au village de Deir el-Médineh —, le chancelier Bay, qualifié de « grand ennemi », a été mis à mort. Aucun autre détail n'est connu concernant cette mise à mort : on ne sait s'il a été exécuté ou assassiné, ni si elle a été perpétrée par un parti favorable à la reine Taousert, ou s'il s'agit d'un premier coup d'éclat de Sethnakht (qui est possiblement lié à la famille royale par l'un des nombreux enfants de Ramsès II), fondateur de la future XXe dynastie.
À partir de ce moment-là, Taousert semble jouer le premier rôle, immitant peut-être en cela le rôle qu'Hatchepsout avait avec Thoutmôsis III avant qu'elle ne deviennent pharaonne à part entière. En tout cas, l'un des rares monuments de cette période, la stèle dite de Bilgai, indique que c'est la reine Taousert (dont le nom est par ailleurs martelé) et non le roi Mérenptah-Siptah (dont le nom en cartouche est également martelé) qui a commandité une chapelle en l'honneur de Ramsès II. Sa tombe continue d'être creusée et la reine est représentée avec Mérenptah-Siptah et portant le titre de « grande épouse royale », bien que ce titre renvoie à la relation qu'elle avait avec le roi défunt Séthi II, roi qui n'est pas représenté dans ces reliefs réalisés sous le règne de Mérenptah-Siptah. Mérenptah-Siptah meurt l'année qui suit celle de la mise à mort de Bay, probablement aux alentours du Ier mois de la saison de Akhet de l'an VI de son règne.
Les noms de Taousert et de Siptah ont été associés aux mines de turquoise de Sarabit al-Khadim et de Timna (dans le Sinaï et en Palestine).

### Règne personnel

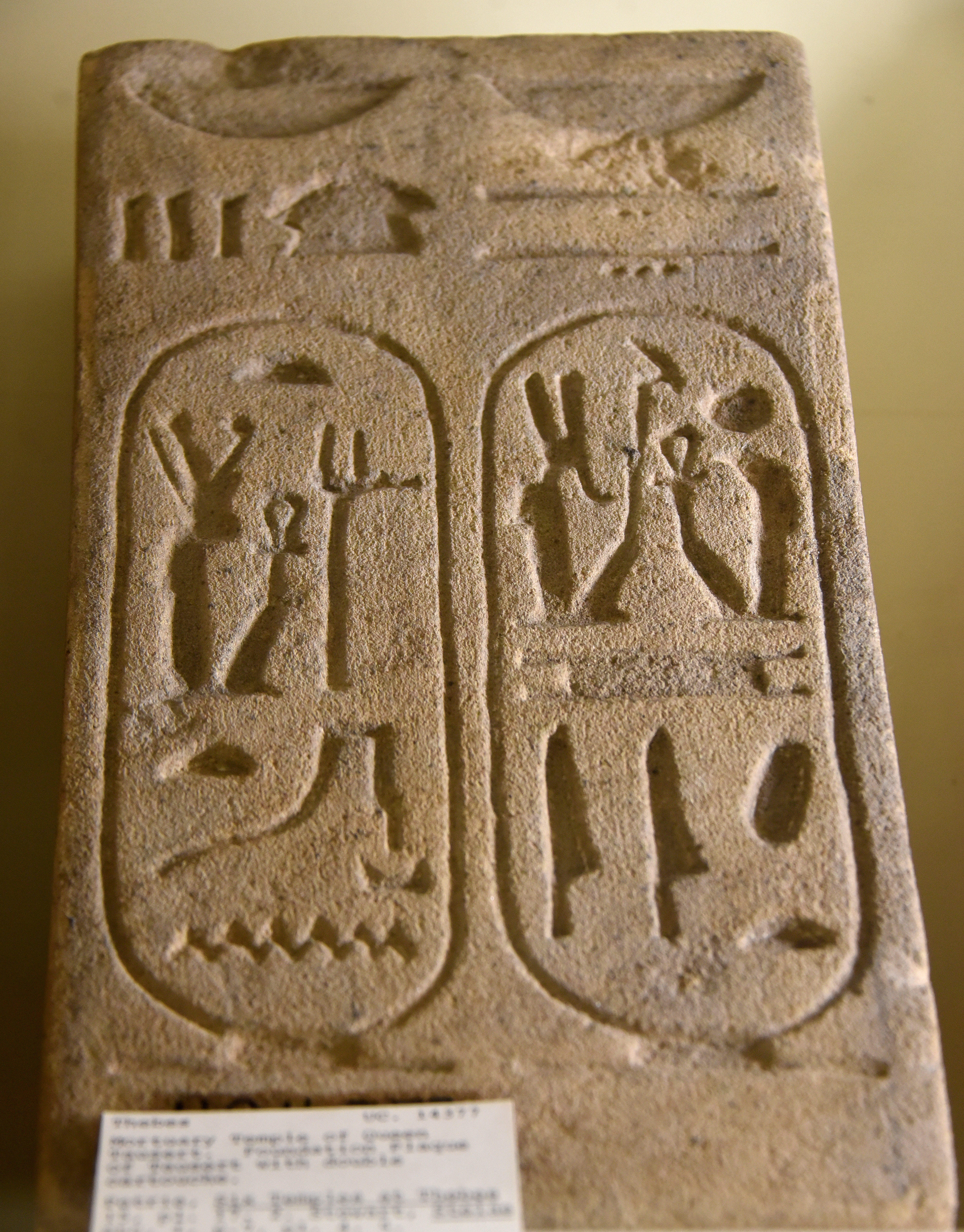
Bloc de fondation portant les doubles cartouches de la reine Taousert, provenant du temple mortuaire de la reine à Thèbes, Égypte.. Musée Petrie d'archéologie égyptienne, Londres.

Après la mort de Mérenptah-Siptah, Taousert monte sur le trône égyptien. Elle s'engage alors dans une politique d'effacement des traces des règnes d'Amenmes et de Siptah ainsi que de celles du chancelier Bay. Cela passe particulièrement à faire dater son règne comme s'il avait commencé à la mort de Séthi II, les éléments datés de son règnes étant des ans VII et VIII au lieu des ans I ou II. Elle fait remplacer sur le temple-reposoir de la première cour du temple d'Amon à Karnak les images de Bay par celles de son fils décédé Séthy-Mérenptah qu'elle avait eu avec Séthi II, en ajoutant une mèche de l'enfance à la figure et en changeant les textes gravés. À Hermopolis, sur le pylône, elle fait regraver les cartouches de Mérenptah-Siptah par les siens.
Un autre élément important de son court règne est la modification de sa tombe, KV14, à cette période : les cartouches de Mérenptah-Siptah sont remplacés par ceux de Séthi II, et surtout elle fait agrandir le tombeau en ajoutant un nouveau corridor et une nouvelle chambre funéraire, plus grande encore que la première. Les cartouches présents dans cette nouvelle chambre funéraire ont par la suite été remplacés par ceux de Sethnakht au début du règne de son fils Ramsès III qui a usurpé cette tombe pour le compte de son père. Il n'est pas sûr si cette nouvelle chambre funéraire était dédiée à Taousert ou à son défunt mari Séthi II, ce qui, si c'était le cas, en ferait une tombe pour deux rois qui étaient époux, cas exceptionnellement rare dans l'histoire égyptienne. En outre, Sethnakht a été placé dans le sarcophage réutilisé de Séthi II, allant dans le sens d'une seconde chambre dédiée à Séthi II, bien que qu'il soit possible que ce soit Ramsès III qui ait tout simplement déplacé le sarcophage de Séthi II dans cette tombe.
Taousert a également commandité un temple des millions d'années situé au nord de celui de Mérenptah et au sud de celui de Thoutmôsis IV. De ce temple, il ne reste presque rien si ce n'est quelques blocs de fondation et de menus objets (amulettes, étiquettes de jarres, poteries, objets en faïence, etc.) du dépôt de fondation. Trois de ces blocs de fondation sont datés respectivement 23e jour du Ier mois de la saison Akhet de l'an VII, 24e jour du Ier mois de la saison Chémou de l'an VIII et 29e jour du IIe mois de la saison Chémou de l'an VIII, illustrant la datation des années de règne depuis la mort de Séthi II et non celle de Siptah. Le plan du temple ressemble à celui de Mérenptah, avec un épais pylône de près de 50,30 mètres de longueur et de 9 à 11 mètres d'épaisseur, suivi d'une grande cour à ciel ouvert, puis d'une plus petite cour, de deux petites salles hypostyles et enfin du sanctuaire et de nombreuses petites salles. S'il ne reste presque rien si ce n'est les fondations, il semble que ce temple ait été assez avancé à la mort de Taousert pour que le toit de certaines parties au moins soit posé, il est ainsi possible que le décor ait été commencé. Toutefois, il est très probable que le temple ne fut jamais terminé car le successeur de Taousert, le roi Sethnakht, considérait cette dernière comme faisant partie des rois à oublier.
Un vase portant le cartouche de Taousert a été retrouvé à Tell Deir Alla en Jordanie, et une statue de grès silicifié retrouvée à Héliopolis représente Taousert dont ses noms sont inscrits avec un mélange d'épithètes masculines et féminines. Taousert elle-même est représentée comme une femme. Il est inscrit qu'elle est « aimée d'Hathor, Dame de la Montagne Rouge ».

### Fin du règne
La fin de son règne est confuse : la seule certitude est qu'elle a été remplacée par Sethnakht après un conflit, comme il le mentionne sur sa stèle datée de l'an II. Un ostracon (CG25125) retrouvé dans la tombe KV9 de Ramsès VI représente un affrontement armé entre un roi et une reine et leurs armées respectives, illustrant peut-être l'affrontement entre Taousert et Sethnakht. Selon la stèle de Sethnakht, il semble que des objets en or et en argent aient été distribués à des mercenaires asiatiques par le camp de Taousert. Ces objets auraient été pris à des temples, action sacrilège, et c'est Sethnakht qui les auraient rendus aux temples. De plus, à Bubastis, de nombreux objets en or et en argent ont été trouvés en 1906 et datent tous de la XIXe dynastie, dont un certain nombre de Taousert. Il est possible que ce trésor fasse partie des biens des temples mentionnés par Sethnakht. Bakenkhonsou II, nouveau grand prêtre d'Amon à Karnak nommé par Sethnakht, mentionne dans son rapport d'inspection que le temple d'Amon à Karnak était dans un état de désolation et que les statues des « augustes rois ont été renversées par des misérables ». Cet état devait également s'appliquer à l'ensemble des temples du pays. Il est probable que durant cette période, le vizir Hori II, arrière-petit-fils probable de Ramsès II par le prince Khâemouaset et en poste depuis le règne de Séthi II, se soit retourné contre Taousert car il reste vizir sous le règne de Sethnakht et de Ramsès III.
La date incontestable la plus haute de son règne est sur un ostracon incomplet de Deir el-Médineh mentionnant l'an VIII, IVe mois d'une saison dont la mention est sur la partie disparue. Un autre ostracon, qui se rapporte très probablement à son règne, mentionne le 5e jour du IIIe mois de la saison Peret de l'an VIII. Il s'agit donc d'un règne de deux ans, auquel est inclus, comme mentionné précédemment, le règne de Siptah que la reine a voulu effacer.

## Sépulture

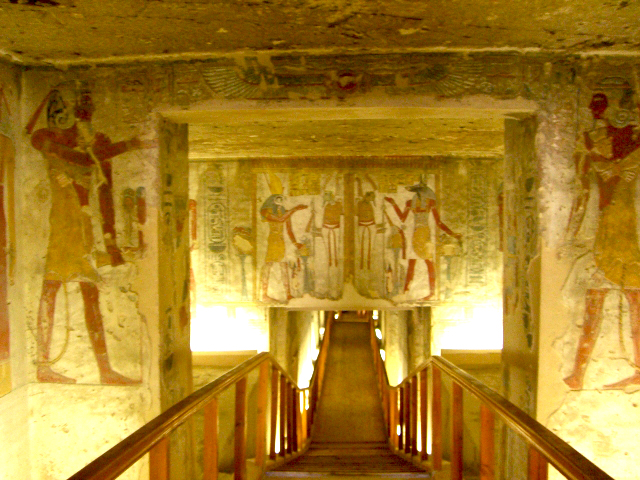
Vue de la descenderie de la tombe de Taousert dans la vallée des Rois.

Taousert est célèbre pour la superbe tombe (KV14) qu’elle fait aménager dans la vallée des Rois. Elle se fait creuser un hypogée de grande ampleur, digne de son rang, qu'elle a eu le temps de faire décorer. La tombe de la souveraine mesure 158,41 mètres pour un volume de 2 128,83 mètres cubes. Les soubresauts de l'histoire peuvent se deviner au travers des nombreuses réfections que certaines scènes laissent apparaître. Successivement, la reine a fait inscrire les cartouches de son époux ou de son beau-fils qu'elle modifie à son tour quand ce dernier change de titulature. C'est l'égyptologue français Jean-François Champollion qui découvre à Thèbes, parmi les hypogées pharaoniques de la vallée des Rois, la tombe d'une femme « ayant exercé par elle-même le pouvoir souverain » : c'est la reine Taousert. Le tombeau sera usurpé pour Sethnakht qui n'a pas eu le temps d'achever son propre tombeau et est inhumé par son fils et successeur Ramsès III.

### Momie royale

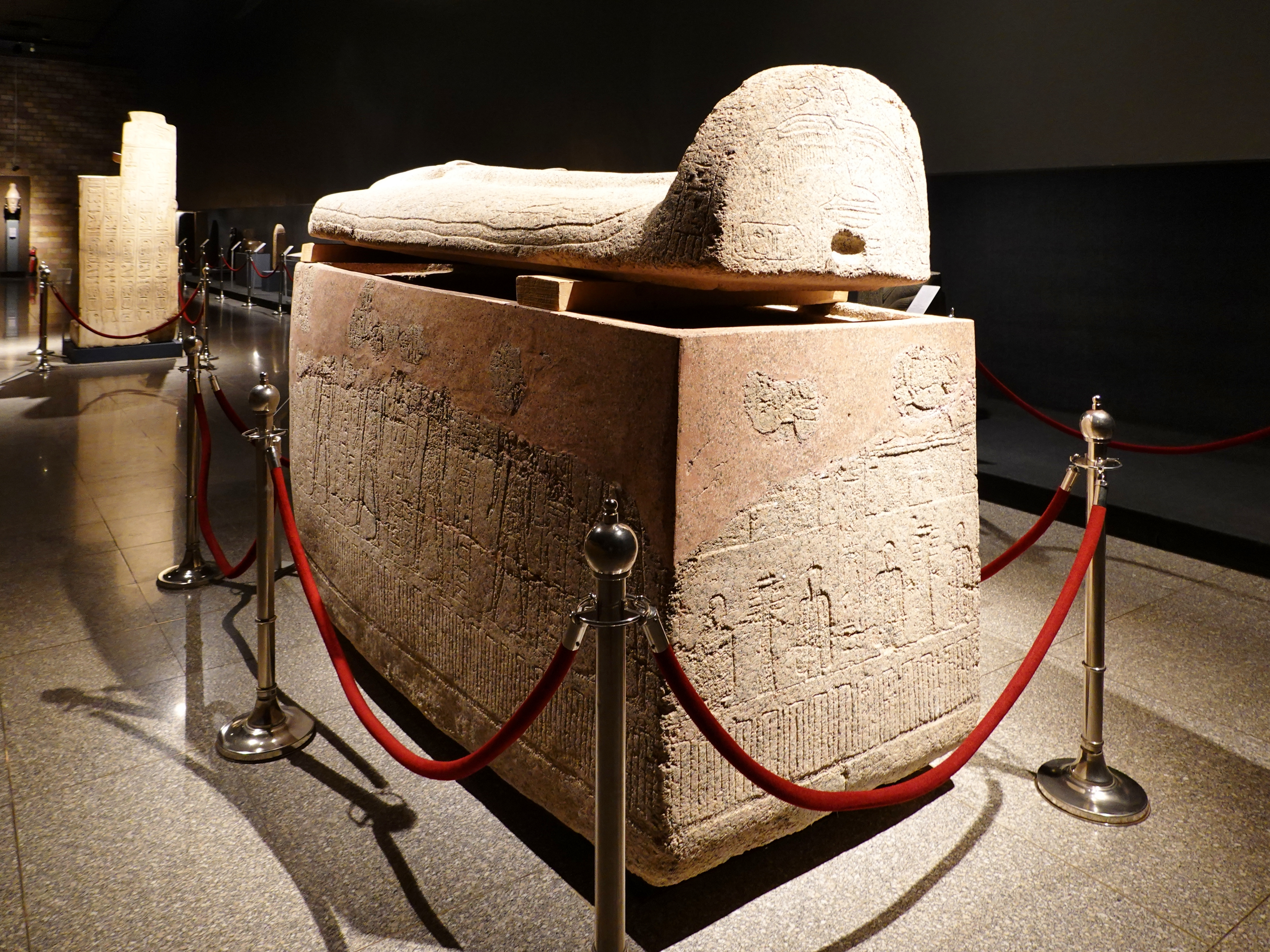
Sarcophage de Taousert, plus tard usurpé par le prince Amonherkhépeshef, fils de Ramsès III.

Il semble que Taousert ait bien été enterrée dans la vallée des Rois, des bijoux lui appartenant ayant d'ailleurs été découverts dans la tombe KV56. Cette tombe KV56, livrant un ensemble d'orfèvrerie appartenant à Séthi II et à Taousert, est nommée depuis « tombe de l'or ».
Il est possible qu'elle ait été enterrée, peut-être avec Séthi II, dans sa tombe KV14 par Sethnakht, qui recevait ainsi la légitimité au trône malgré la damnatio memoriae qu'il lui fait subir, tout comme Taousert avait procédé de même avec Siptah malgré la damnatio memoriae qu'elle lui fit subir également. Toujours est-il que cette tombe n'était pas sa dernière demeure définitive car Ramsès III y fait enterrer son père Sethnakht. Peut-être Ramsès III plaça les momies de Taousert et de Séthi II dans la tombe initiale de ce dernier (KV15). Bien plus tard, en l'an VI ou VII de l'ère du « Renouvellement des naissances » (Ouhem-mésout) de Ramsès XI, la tombe KV14 semble avoir servi de cachette à plusieurs momies royales, dont peut-être celles de Taousert et de Séthi II. Quelques années plus tard, en l'an XIII du règne de Nesbanebdjed Ier (Smendès), fondateur de la XXIe dynastie, Pinedjem Ier, alors encore grand prêtre d'Amon, fait déplacer plusieurs momies royales dans la tombe (KV35) de Amenhotep II, dont celles de Séthi II et d'une femme dont le couvercle de sarcophage retourné lui servant de cercueil portait le nom de Sethnakht. Cette momie est peut-être celle de Taousert.

## Culture populaire

### Littérature
Du 11 mars au 8 mai 1857, Le Roman de la momie de Théophile Gautier paraît dans Le Moniteur universel puis en librairie l'année suivante. L'égyptomanie est à son apogée et ce livre va provoquer un véritable engouement car cette histoire, inspirée de la vraie Taousert, est une évocation magique du passé, avec les couleurs d'une vie fantasmatique ; le roman de l'amour impossible qui traverse le temps, aussi, et naît à la vue d'une momie féminine nommé Tahoser. Lord Evendale, le mécène de l'expédition archéologique, tombe en effet amoureux de sa beauté préservée et veut, contre toute raison, l'arracher à son sommeil. Le Roman de la momie renvoie au thème de La Belle au bois dormant tout autant qu'à la quête éperdue d'un éternel féminin. Cette femme, d'autant plus idéale qu'elle a bravé le temps pour venir d'un passé immémorial, incarne la nostalgie des origines. Mais on ne viole pas impunément le repos des « morts » : le destin du héros sera tragique.

### Série télévisée
Dans la série Netflix La chute de la Maison Usher, la reine Taousert est mentionnée au dernier épisode. Madeline Usher, sœur de Roderick Usher, est tuée par ce dernier puis inhumée selon ses dires comme la reine Taousert.